# Jablonovski
Jablonovski (Russisch: Яблоновский) is een nederzetting met stedelijk karakter in de Russische autonome republiek Adygea. In 2018 telde de nederzetting 34.098 inwoners. Het is de tweede stad van Adygea en ligt ongeveer 100 km ten noordwesten van de hoofdstad Majkop. Jablonovski is sterk gericht op het vlakbij gelegen Krasnodar met een miljoen inwoners. Dat is de hoofdstad van de aangrenzende kraj Krasnodar aan de overkant van de Koebanrivier.
De bevolking van Jablonovski bestaat voor 74% uit Russen, voor 14% uit Adygeeërs en voor 5% uit Armeniërs. In 1958 verkreeg het de status van stedelijke nederzetting. Tot die tijd heette het Jablonovka.

## Demografische evolutie
- 1989: 24.939
- 2002: 25.063
- 2006: 25.345
- 2018: 34.098

## Economie
Jablonovski bezat vroeger een conservenfabriek, deze beëindigde in 2008 de productie. De meeste inwoners vinden tegenwoordig werk in Krasnodar.
De stad ligt aan de belangrijke spoorverbinding van Rostov aan de Don via Krasnodar naar Novorossiejsk en Sotsji; en aan de A-146 van Krasnodar naar Krymsk en Novorossijsk.